# Ghássánovci
Ghássánovci, psáno též Ghasánovci (arabsky الغساسنة) neboli Banú Ghássán byl arabský před-islámský kmen původem z Jemenu, který na začátku 3. století v Levantě založil vlastní křesťanské království. K přijetí křesťanství došlo patrně z důvodu ovládnutí zdejšího helénizovaného obyvatelstva (předtím byl region jednou z provincií Římské říše), ale vyloučeno není ani to, že Ghássánovci částečně přijali křesťanskou víru již dříve a z Arábie do Levanty uprchli před náboženským pronásledováním. Celkem se v Ghássánovském království vystřídalo třicet sedm králů.
V Levantě nalezli křesťanští Arabové oporu v Byzantské říši coby její foederáti. Ghássánovci se coby podřízené království Byzance účastnili její války proti Sásánovské Persii a jejím arabským vazalům, jimiž byli Lachmovci. Pro Byzanc byli Ghássánovci cennými spojenci a zároveň užitečným nárazníkovým pásmem jak před Lachmovci, tak nahodilými nájezdy loupeživých beduínů, avšak tou dobou již na Arabském poloostrově prorok Mohamed hlásal nové náboženství islám, jež sjednotilo do té doby nejednotné arabské kmeny. Po jeho smrti pak vznikl chalífát, který zahájil expanzi do Sýrie, Palestiny a Mezopotámie.

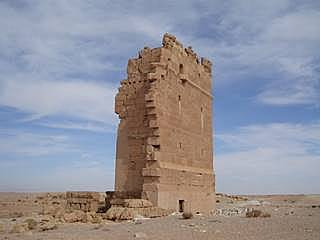
Věž ghásánovského krále Arethase

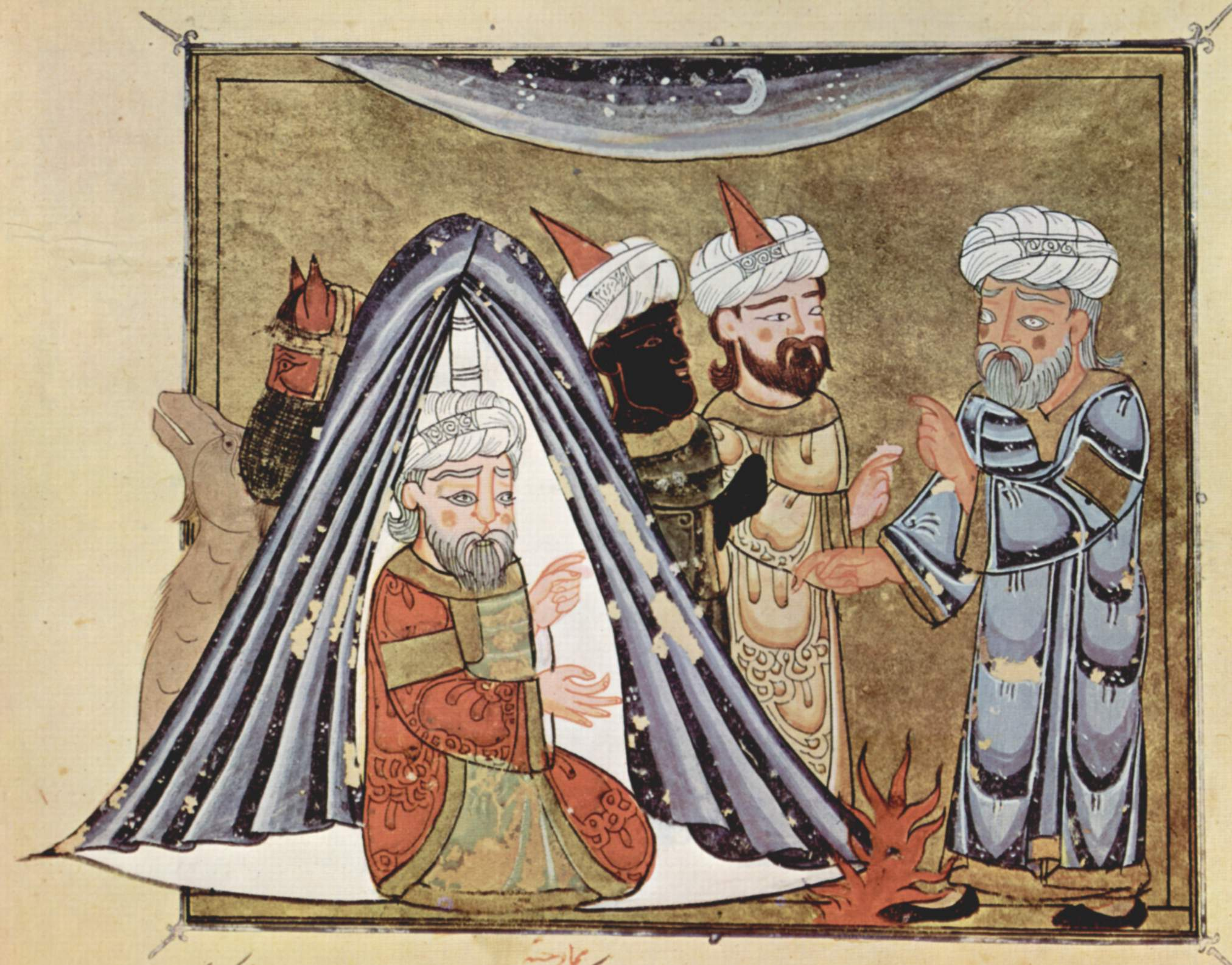
Král Al-Harit íbn Jabalách ve svém stanu

Tváří tvář muslimské expanzi měli křesťanští Arabové pramalý zájem bojovat na byzantské straně proti svým příbuzným. V roce 636 bylo proto spojené vojsko Byzance a křesťanských Arabů poraženo muslimy u Jarmúku a zanedlouho padlo do jejich rukou i Ghássánovské království a celý Střední východ. V důsledku toho se islám rychle rozšířil v do té doby křesťanských krajích na Středním východě. Mnozí Ghássánovci i poté zůstali křesťany a smísili se s melchitskými a syrskými obcemi, které dnes žijí na územích dnešního Jordánska, Palestiny, Sýrie a Libanonu. Stejně si počínal i poslední ghássanovský král Jabalách íbn al-Ajham, který s hrstkou věrných raději odešel do exilu v Byzantské říši. Jeden z jeho potomků Nikeforos I. se dokonce stal byzantským císařem (vládl 802–811) a založil Nikeforskou dynastii.